# Vstupní průvod

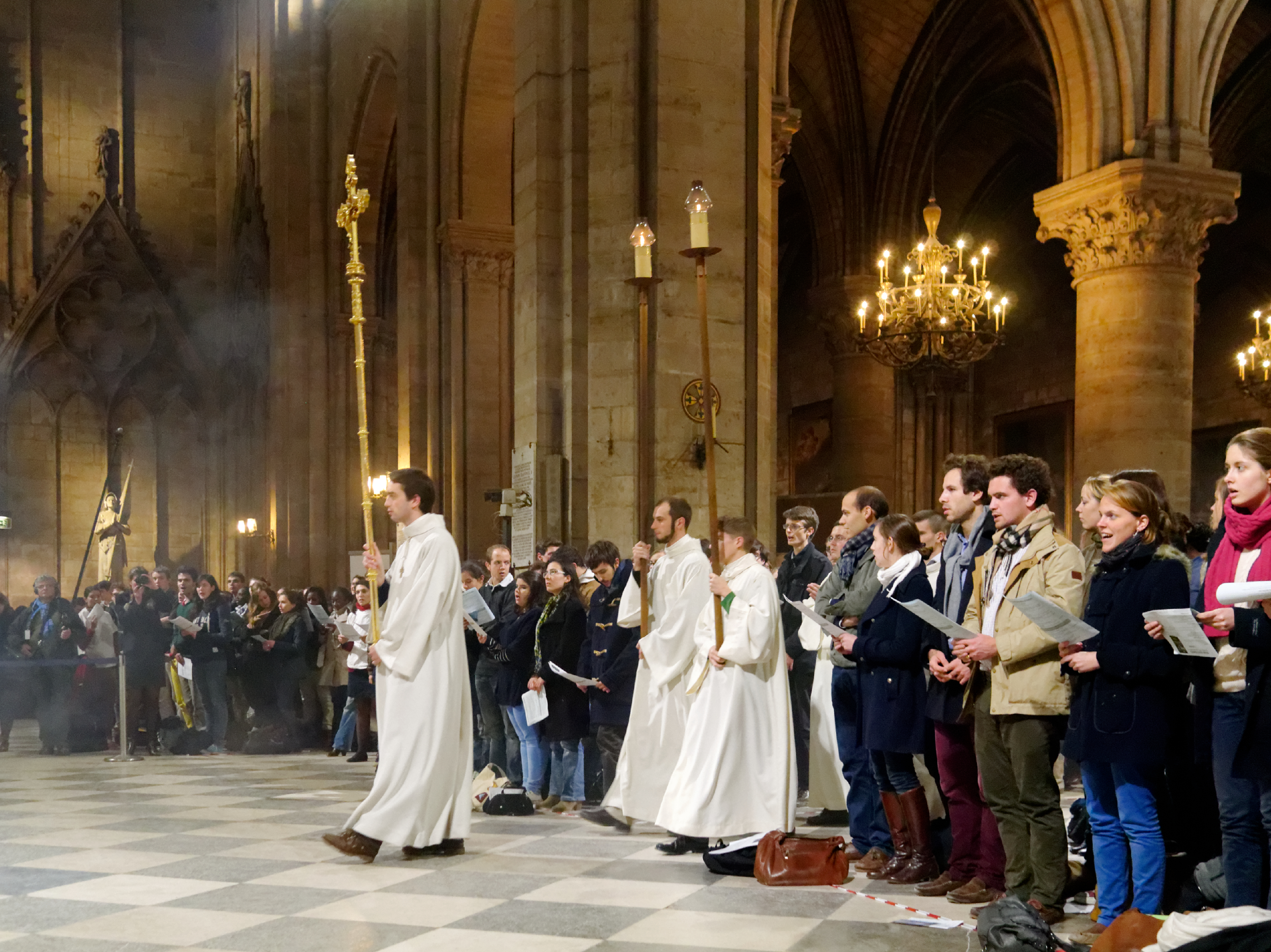
Vstupní průvod

Vstupní průvod je liturgický průvod, jímž začíná mše (případně jiná křesťanská bohoslužba), konkrétně její úvodní obřady.
Zatímco se zpívá vstupní zpěv, přicházejí duchovní s ostatními přisluhujícími ze sakristie nebo jiného vhodného místa do presbytáře v tomto pořadí:
- navikulář (vlevo) a turiferář (vpravo)
- krucifer s procesním křížem, z každé strany pak ceroferář
- ostatní ministranti vždy po dvou
- akolyté vždy po dvou
- jáhen nesoucí evangeliář (evangelistář)
- ostatní jáhnové vždy po dvou
- koncelebranti vždy po dvou
- hlavní celebrant (kněz nebo biskup)
- pedista (vlevo) a mitrista (vpravo), jde-li o pontifikální mši